# ロイヤルウースター

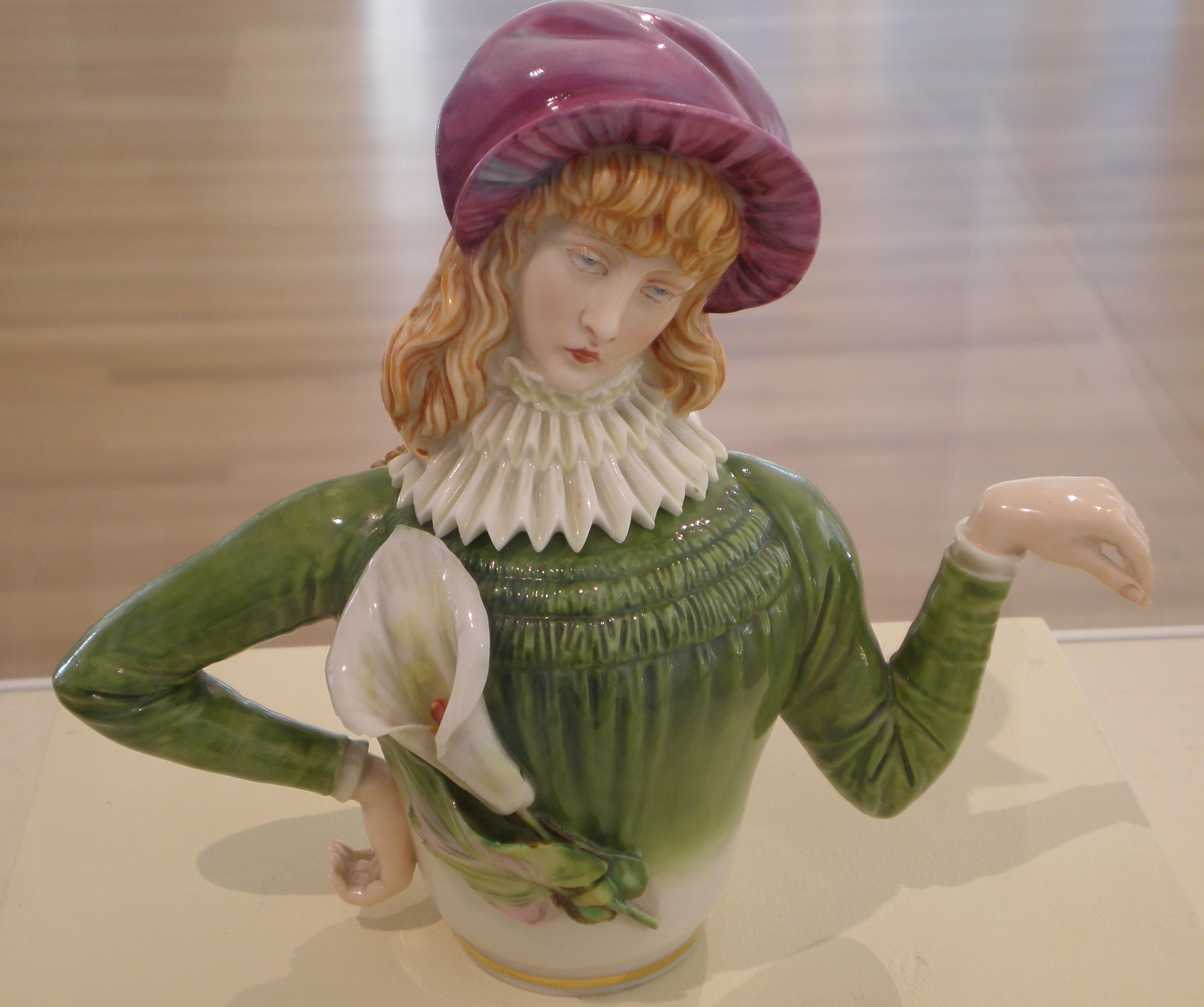
1882年の製品

ロイヤルウースター（Royal Worcester）は、イギリスの陶磁器メーカー。

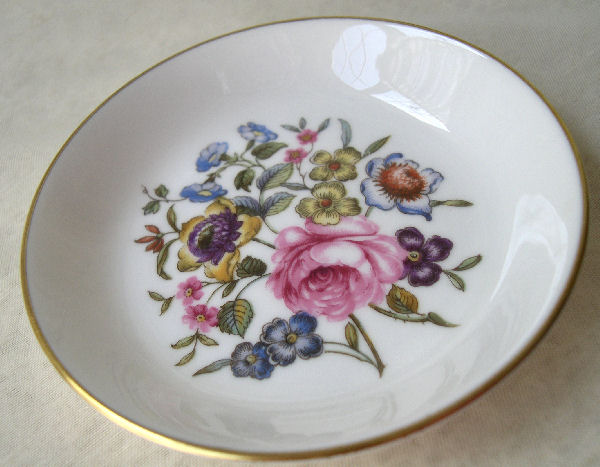
ロイヤル・ウースターのボーンチャイナの皿

1751年、ウィリアム・デイヴィスが経営者となり、化学者かつ医師のジョン・ウォール博士が技術面の指導をし、15人の株式出資者によってイングランド西ミッドランズ地域のウスター市にウースター磁器会社として創業された。
1752年、ソープストーン（ステアタイル）を素地に混ぜて軟質磁器を作ったブリストル工房を合併する。ソープストーン磁器ペーストは、非常に薄く処理することができるので、食器用に大変適しており事業の拡大に貢献した。
以後、釉薬の上にエナメルカラーの絵付けを施す高度な技術や、銅版画転写法の技法により大量生産を可能にした。こうして高品質と生産性を両立させ、1789年にジョージ3世より、英国の陶磁器界で初のロイヤル（王室御用達）の称号を得る。以後、現在までロイヤルの称号を途切れることなく受け続けている唯一の窯で、現存する英国最古の名窯である。
1800年頃にはボーンチャイナの生産にも成功する。1810年にグレンジャー社を買収し、同社が保有していた東洋的な青龍のデザインも承継した。
代表作「ペインテッド・フルーツ」はウースター最高の工芸品である。フリーハンドによる絵付けと焼成を6回繰り返す。さらに特殊技法で施す22金を11時間もかけ、研磨し輝きを引き出す工程は、歴史と伝統の技である。

## 代表作
- 「ペインテッド・フルーツ」
- 「イヴシャム・ゴールド」
- 「ウースター・ハーブス」
- 「ラビニア」